# François de la Guesle
François de la Guesle,  mort le 30 octobre 1614 ,   est un prélat français du XVIe siècle et du début du XVIIe siècle.  Il est le fils de Jean, seigneur de la Guesle et président au parlement de Paris, et de Maria Poiret. 
François de Guesle  est chanoine-comte de Brioude et prévôt en 1586 et est archevêque de Tours de 1597 à 1614. Il est le dernier représentant de la famille de la Guesle.